# Go-Kameyama
Go-Kameyama (後亀山, 1347 — 10 de maio de 1424) foi o 99º Imperador do Japão, na lista tradicional de sucessão e foi o quarto e último imperador da Corte do Sul durante o período Nanboku-chō. Pertencia ao Ramo Daikakuji-tō da Família Imperial. Reinou de 1383 até 1392.

## Vida
Antes de ascender ao Trono do Crisântemo, seu nome pessoal era Hironari. Go-Kameyama foi o segundo filho do imperador Go-Murakami. Sua mãe era Fujiwara Katsuko que posteriormente passou a usar o nome budista de Kaki Mon'in.
O Hironari assumiu o trono aos 36 anos de idade, após a abdicação de seu irmão, o imperador Chōkei, em 1383, sob o nome de Go-Kameyama. Seu reinado foi imerso na disputa entre as Cortes do Norte e do Sul, onde o Corte do Sul tinha um poder bastante pequeno comparado a do Norte.
Em 1392, o Go-Kameyama, que buscava o fim do conflito entre as duas cortes, compareceu perante o shogun Ashikaga Yoshimitsu para pedir paz. Em 15 de outubro de 1392, retornou à capital e entregou os Tesouros Sagrados a Go-Komatsu, que era o Imperador da Corte do Norte. Ao entregar os tesouros, o imperador Go-Kameyama abdicou automaticamente e o Imperador Go-Komatsu seria o Imperador das Cortes reunidas.
Desde 1911, o governo japonês reconhece que os imperadores do Corte do Sul, apesar de seu poder diminuto em comparação com o Norte, são os imperadores legítimos, e por serem os autênticos portadores dos Três Tesouros Sagrados, portanto  os imperadores da Corte do Norte foram reconhecidos como Pretendentes.
O tratado de paz tinha uma condição, que as Cortes do Norte e do Sul alternassem o controle do trono, mas o tratado seria violado em 1412, quando o imperador Go-Komatsu renegou o tratado, abdicando em favor de seu próprio filho. A partir desse momento, todos os imperadores seguintes pertenceram da linhagem da Corte do Norte, ou seja ao Ramo Jimyōin-tō‎.
Após sua abdicação em 1392, o Go-Kameyama se aposenta, mas em 1410 retorna a Yoshino'
A Agência da Casa Imperial reconhece Saga no ogura no misasagi (嵯峨小倉陵) em Ukyō-ku Quioto como seu túmulo.